# كاشيما شيندون جيكيشينكاج-ريو
تدعى ببساطة Jikishinkage-ryū أو Kashima Shinden، هي مدرسة التقليدية (كوريو) من فنون القتال اليابانية المبارزة (كين جوتسو).
تأسست المدرسة في منتصف القرن السادس عشر، بناءا على الأنماط القديمة للمبارزة، وهي واحدة من عدة المدارس اليابانية القديمة للفنون القتالية التي لا تزال قائمة اليوم.